# Antoku

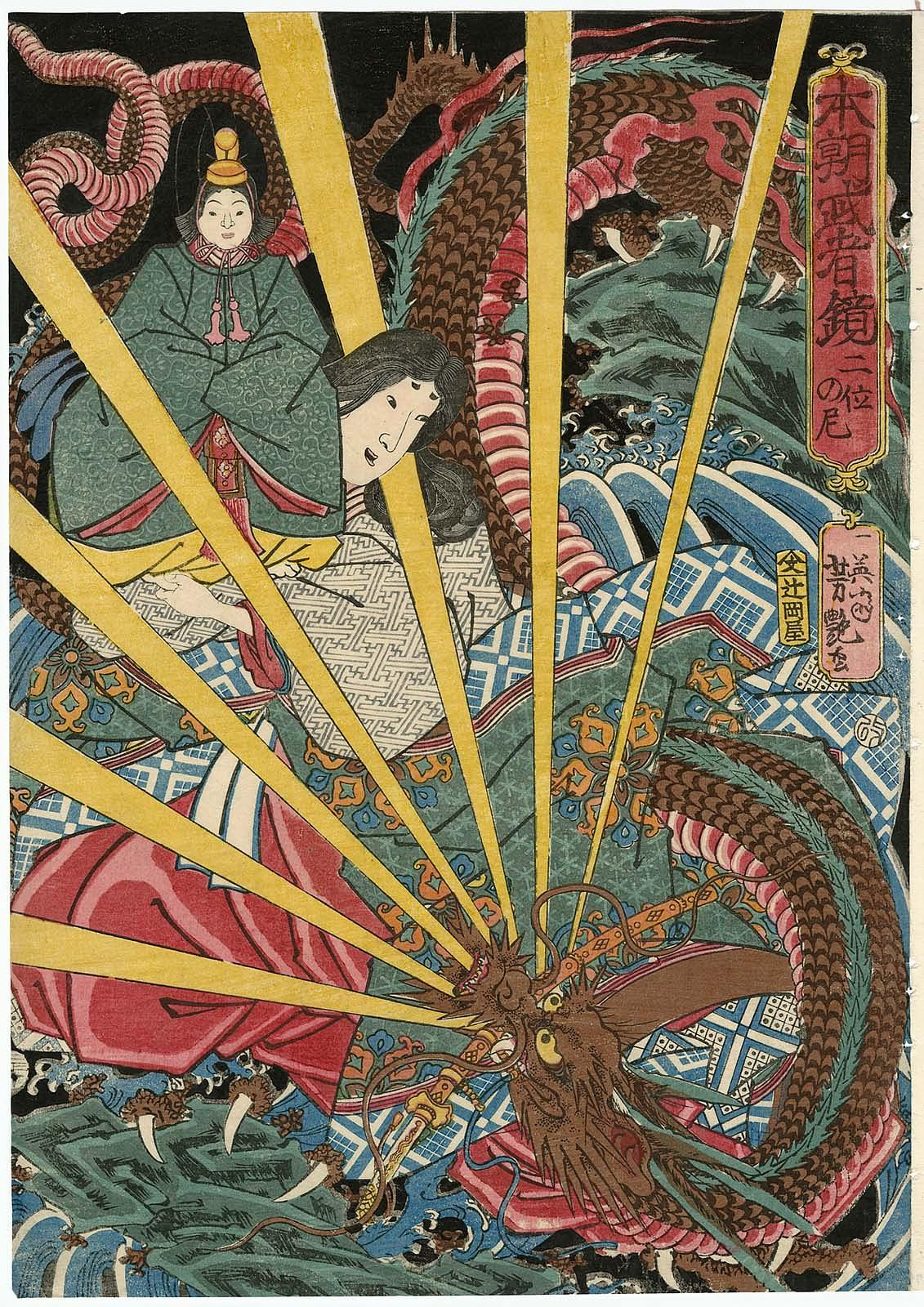
Nii no Ama, Antokus Großmutter, ertränkt sich und Antoku nach der verlorenen Seeschlacht von Dan-no-ura; symbolisch kehrt damit die als Antoku wiedergeborene Tochter des Drachenkönigs zu ihrem Vater zurück. Farbholzschnitt von Yoshitsuya, 1856.

Antoku (jap. 安徳天皇, Antoku-tennō; * 22. Dezember 1178; † 25. April 1185 bei Dan-no-ura, Shimonoseki-Straße, Japan) war der 81. Tennō von Japan (22. April 1180–24. März 1185). Sein Eigenname war Tokihito (言仁). Er war ein Enkel von Taira no Kiyomori, dem mächtigsten Politiker der damaligen Zeit.
Er war mit zwei Jahren der zweitjüngste Tennō, der jemals den Thron Japans bestieg. Seine Mutter Tokuko (Tochter von Kiyomori) stammte nur aus einer Samurai-Familie, so dass seine Basis bei Hofe schwach war. Taira no Kiyomori war ein exzellenter Politiker, dem der eigentliche Machthaber, Ex-Tennō Go-Shirakawa, lange Zeit vertraute. Aber der Taira-Klan wurde zu mächtig für den Hof und die Verbindung zwischen dem Tennō Go-Shirakawa und dem Klan kühlten sich immer mehr ab. Dagegen verlor der Klan die kulturelle Verbindung zu den anderen Samurais. 1171 hatte Kiyomori die Heirat zwischen Kaiser Takakura und seiner Tochter Tokuko durchgesetzt. Deren erster Sohn, Prinz Tokihito, wurde 1178 geboren. 1179 inszenierte Kiyomori einen Staatsstreich, erzwang den Rücktritt seiner Rivalen von allen Regierungsposten und verbannte sie. Er nahm auch den abgedankten Kaiser Go-Shirakawa gefangen, zwang 1180 Takakura zur Abdankung und setzte Prinz Tokihito als Kaiser Antoku auf den Thron.
Dies löste den Gempei-Krieg aus. Nach dem baldigen Tod Kiyomoris rief der abgedankte Tennō Go-Shirakawa den Taira-Klan als Feind des kaiserlichen Hofs aus, und viele Samurai in Japan folgtem seinem Ruf. Viele der anschließenden Schlachten verlor der Klan. Viele andere Samurai empfanden den Klan daraufhin als zu schwach, um sie noch zu repräsentieren. So verlor der Taira-Klan seine Machtposition, und als seine Gegner auf Kyōto vorrückten, floh der Klan mit dem Kindkaiser Antoku aus der Hauptstadt Kyōto nach Westen. Antoku ertrank während der Seeschlacht von Dan-no-ura, als seine Großmutter sich mit ihm ins Meer stürzte, um einer Gefangennahme durch die Truppen der Minamoto zu entgehen. Seine Mutter versuchte ebenfalls sich auf diese Weise das Leben zu nehmen, wurde aber gerettet. Sie wurde Nonne und wohnte in Ohara, einem Vorort Kyōtos.
Antokus Schicksal ist ein beliebtes Thema in der japanischen Literatur.